# The Oxford Book of Modern Science Writing
The Oxford Book of Modern Science Writing est une anthologie d'écrits scientifiques, organisés et introduits par Richard Dawkins de l'université d'Oxford. 

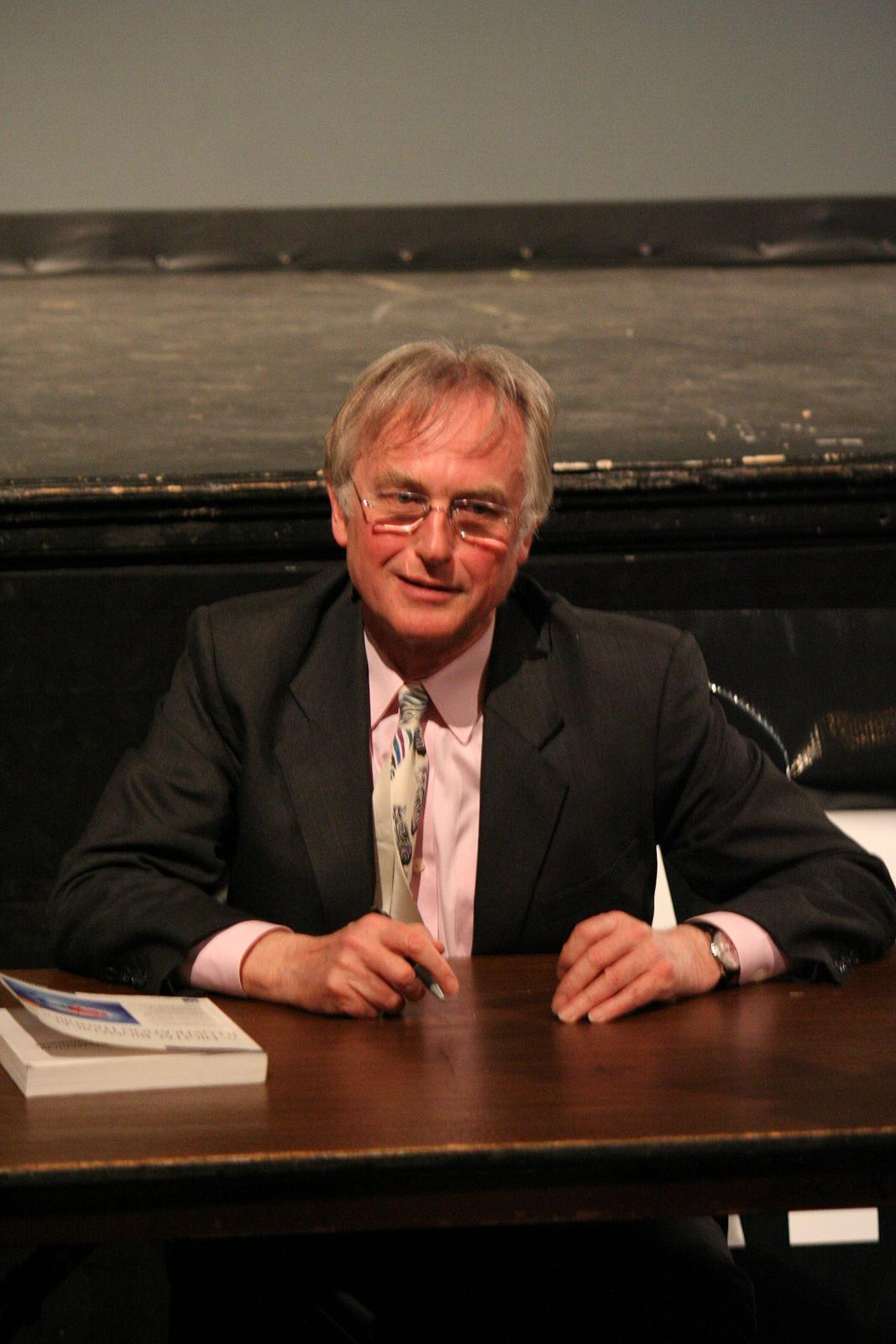
Richard Dawkins, auteur du livre.

Publié pour la première fois en mars 2008, il contient 83 écrits sur divers sujets, avec des auteurs variés, allant d'une à huit pages par auteur.
Tous les écrits sont postérieurs à 1900, et incluent de la poésie, des anecdotes, ou des réflexions philosophiques. 